# Casino online
Sub numele de casino online (în engleză online casino) sunt recunoscute acele cazinouri virtuale sau pe internet, ce au evoluat din cazinourile tradiționale, după apariția și răspândirea internetului la nivel mondial. Cazinourile online permit jucătorilor să participe la jocuri de casino din confortul propriei case, singura cerință fiind accesul la internet, fie prin intermediul unui computer, fie al unui telefon mobil. Fiecare operator de casino online din lume are propriile sale reguli și caracteristici. Unele sunt axate pe un anumit tip de joc de casino, în timp ce altele oferă o combinație a tuturor jocurilor ce pot fi jucate la cazinouri. Fiecare jucător care dorește să își încerce norocul la un casino online, ar trebui să știe că șansele de a câștiga sunt întotdeauna de partea cazinoului. Desfășurarea jocurilor de casino este asigurată de către un program ce folosește un algoritm matematic, diferit pentru fiecare casino. Cu toate acestea, fiecare casino online trebuie să se supună anumitor reglementări generale, precum și a unora specifice fiecărei țări.

## Tipuri de cazinouri online
Pentru a împărți diferitele tipuri de cazinouri online, o clasificare este de obicei mai populară decât toate celelalte. Este vorba despre modul în care pot fi accesate jocuri de casino online prin intermediul programelor software. Cele mai populare cazinouri online oferă jocuri dezvoltate de companii cunoscute de producție a acestor jocuri, cum ar fi MicroGaming sau Playtech. Acestea, alături de alte câteva companii oferă cele mai populare și atractive jocuri de casino disponibile la această dată. Din punct de vedere al modului de joc, cazinourile online pot fi împărțite în cazinouri cu programe ce trebuie descărcate și cazinouri la care se poate juca în browser. Deși majoritatea operatorilor de casino online oferă ambele variante de a participa la un joc, unii au optat pentru unul dintre cele două tipuri de casino:
- Cazinouri online de tip browser – Cazinouri ce oferă jocuri de casino la care participanții pot lua parte fără a fi necesară descărcarea vreunui program de casino în propriul computer. Pentru aceasta, jocurile au o versiune ce permite jocul chiar din fereastra browser-ului de internet folosit. Cele care au efecte grafice deosebite vor necesita unele programe adiționale de tipul Flash sau Java, însă acestea sunt de obicei preinstalate odată cu browser-ul. Cazinouri online de tip browser oferă avantajul evitării instalării unui software potențial dăunător, precum și câștigarea de timp prețios;
- Cazinouri online cu programe ce trebuie descărcate – Pentru a participa la jocuri în cazinouri ce necesită descărcarea, este necesară descărcarea și instalarea unor programe software care vor pemite toate operațiunile necesare înainte și în timpul jocului la orice casino online. Astfel, fiecare jucător la casino va putea să se înregistreze, logheze, să depună și să retragă bani din contul său, precum și să participe la orice joc dorește. Prezintă avantajul interfeței mai prietenoase și a ușurinței folosirii odată ce a fost instalat.

## Jocuri la casino online
Există numeroase jocuri oferite la cazinouri online, unele mai populare decât altele. De-a lungul timpului, au apărut noi jocuri sau noi versiuni ale acestor jocuri, iar ritmul inovațiilor este din ce în ce mai alert. În prezent, apar noi dezvoltări cu o frecvență crescută. Unele dintre aceste jocuri de casino online și-au câștigat un renume ca fiind cele mai atractive și populare. Aceste jocuri sunt oferite la majoritatea cazinourilor online prezente în industrie:
- Ruleta online: Jocul de ruletă online constă în plasarea unor pariuri pe o masă de joc virtuală. Este posibilă parierea pe unul sau mai multe numere, pe una din cele două culori sau pe un tip de număr; par sau impar. În momentul în care bila ce se învârtește (roulette) în jurul unei roți cu numere, se oprește pe un anumit număr, cel ce a plasat pariul pe acel număr este declarat câștigător.
- Blackjack online: Există numeroase versiuni ale acestui popular de joc, însă cea mai populară implică plasarea unor pariuri împotriva casei și încercarea de a avea cărți ce totalizează o sumă cât mai mare, atâta timp cât nu se depășește numărul 21. Aceasta este cea mai bună mână posibilă la acest joc, blackjack fiind constituit dintr-o carte As si o carte peste 10.
- Jocuri de slots online: Sunt unele dintre cele mai populare jocuri la cazinouri online, deoarece oferă unele dintre cele mai mari câștiguri. Există sute de variante diferite ale acestui tip de jocuri online, fiecare cu propriile caracteristici. Cele mai multe dintre acestea oferă 3 sau 5 coloane de joc și între 1 și 50 de linii de plată. Pe acestea coloane și linii, prin parierea unei anumite sume, se pot obține simboluri diferite, care vor oferi combinații câștigătoare. Există de asemenea numeroase caracteristici speciale, cum ar fi simboluri wild, încercări gratuite, jocuri bonus sau jackpot-uri progresive.
- Poker online: Jocurile de poker online sunt asemănătoare celor reale, cu singura diferență că jucătorii nu își pot vedea oponenții. În schimb, există alte avantaje pe care jocul de poker la un casino online le poate avea. Există mai multe variante ale acestui joc, dintre care cele mai populare sunt: Texas Hold’Em, Omaha și Seven Cards Stud.
- Bacara online: Este un joc cu origini destul de vechi ce acum are și o versiune online. Regulile sunt asemănătoare celor de la cazinouri reale, astfel că fiecare jucător va juca împotriva casei sau băncii. Sunt împărțite cărți fiecărui jucător și, conform regulilor mai detaliate ale acestui joc, cea mai bună mână va câștiga toate pariurile.
- Zaruri online: Aceste jocuri de casino online sunt numite craps în majoritatea cazinourilor. Jocul se poate câștiga prin aruncarea virtuală a zarurilor și obținerea unui scor favorabil, mai bun decât al casei.
- Bingo online: Jocul de bingo online urmează regulile celui tradițional. Jucătorii primesc cărți sau tichete virtuale de joc ce conțin anumite numere. Apoi urmează extragerea unor numere aleatorii, iar jucătorii încep să urmărească dacă au aceste numere pe tichet. Se câștigă prin completarea unei linii sau a întregului bilet.

## Tipuri de bonusuri la casino online
Fiecare casino online va încerca să atragă noi jucători prin oferirea unor bonusuri de diferite tipuri și de valori diferite. Ele permit jucătorilor să beneficieze de oferte extrem de favorabile, ce îi vor ajuta să își consolideze conturile la acel casino online. Există diferite tipuri de bonusuri oferite, cele mai importante și mai populare fiind cele de bun venit.
Aceste bonusuri de casino pot fi primite de acei jucători ce se înregistrează pentru prima oară la un anumit casino online. Ele pot lua forma oferirii unui anumit procent din prima sumă depusă sau a unei sume fixe de bani. În primul caz, se poate ajunge până la oferirea a 100% sau 150% din suma depusă inițial, până la o sumă maximă, care la unele cazinouri online, poate ajunge la câteva sute sau mii de dolari sau euro.
Bonusul de acest tip poate fi primit fie instantaneu după depunere, fie în rate lunare, pentru a asigura fidelitatea jucătorilor. A doua metodă are în vederea divizarea sumei de bonus primite și oferirea unei rate în timpul fiecărei luni de joc. Alte bonusuri la jocuri de casino online includ anumite bonusuri aniversare, care sunt oferite tuturor sau unora dintre jucători, aleși cu ocazia unor anumite evenimente importante.
De asemenea, multe cazinouri importante au și așa numitele programe VIP, pentru jucătorii care pariază sume mari. Cu cât un jucător este considerat mai important de către un casino online, cu atât el va fi răsplătit mai des și mai mult. Există și alte bonusuri suplimentare, doar pentru anumite jocuri sau în anumite instanțe precizate anterior.

## Legislație
Fiecare stat tratează această afacere cu cazinouri online în mod diferit și există viziuni diverse în privința acestora. Există țări, cum este cazul cu Statele Unite ale Americii, care au interzis activitatea acestei industrii prin promulgarea unor legi restrictive. Alte state, cum ar fi Canada sau Regatul Unit, permit activitatea acestor cazinouri online și profită de pe urma taxelor luate de la operatorii de casino online. În același timp, există și state, cum este China, care au interzis total orice activitate ce implică joc de noroc în interiorul țării lor.
Datorită problemelor de dependență și cu escrocherii apărute de-a lungul timpului în acest domeniu, au fost luate măsuri extreme pentru siguranța și securitatea jucătorilor. Astfel, au fost dezvoltate programe software mult mai sigure și standarde de securitate care permit confidențialitatea și protejarea informațiilor personale ale jucătorilor. Cu toate acestea, încă mai există anumiți operatori care încearcă să înșele jucătorii, fie prin oferirea unor informații greșite, fie prin anumite programe software la care jucătorii au șanse mult mai mici decât ar fi normal. Fiecare jucător trebuie să știe acest lucru și să încerce să afle mai multe informații despre un casino online înainte de a se înregistra sau de a depune bani la acesta.

## Legalitate

### Belgia
Legea belgiană privind jocurile de noroc a intrat în vigoare în ianuarie 2011 și permite jocurile de noroc online, dar numai în condiții și supraveghere foarte stricte.

### Regatul Unit
În 2019, Comisia pentru jocuri de noroc din Regatul Unit (UKGC) a anunțat o serie de noi măsuri care se aplică cazinourilor online și mobile pentru a reduce jocurile de noroc pentru minori, cu scopul de a crește echitatea și transparența. Noile măsuri vor impune cazinourilor ca utilizatorii să-și verifice identitatea și vârsta pentru a juca jocuri de noroc.

### România
În România, jocurile de noroc sunt reglementate la nivel legislativ și supravegheate de Oficiul Național pentru Jocuri de Noroc (|ONJN). Acesta este organismul care eliberează licențe și autorizații operatorilor de jocuri de noroc și monitorizează activitatea acestora.

### Suedia
În 2019, Suedia a legalizat jocurile de noroc online. Acest lucru este pentru a-și proteja cetățenii pentru a juca corect și în siguranță.[legalize online gaming to make it safe and fair for its citizens.]